# Psychotria nemorosa
Psychotria nemorosa là một loài thực vật có hoa trong họ Thiến thảo. Loài này được Gardner miêu tả khoa học đầu tiên năm 1845.